# Północna dynastia Wei
Północna dynastia Wei – dynastia kontrolująca północne Chiny w latach 386–535.

## Początki państwa Wei
Północna dynastia Wei została założona przez lud Tuoba, stanowiący jeden z odłamów Xianbei. Pierwszym państwem założonym przez Tuoba w epoce Szesnastu Królestw było Dai, położone na granicy stepu wokół dzisiejszego Datongu, które pozostało podbite przez Wcześniejsze Qin w roku 376. Kiedy jednak Wcześniejsze Qin zaczęło się rozpadać po klęsce nad rzeką Fei w roku 383, młody przywódca Tuoba, Tuoba Gui (późniejszy cesarz Daowu) (386 - 409), wykorzystał tę sytuację do restytucji państwa, w roku 386 zmieniając jednak jego nazwę z Dai na Wei. Zagrożony przez plemiona Xiongnu Daowu uznał zwierzchność położonego na południowy zachód od Wei Późniejszego Yan, państwa założonego przez inny odłam Xianbei, Murong. Uzyskując dzięki temu tak potrzebne wojskowe wsparcie Daowu pokonał zagrażających mu Xiongnu i w latach 388 - 391 odniósł szereg zwycięstw także nad innymi ludami stepowymi, a w roku 391 - 392 pokonał Xiongnu zajmujących region Hetao na południe od Huang He i przyłączył do Wei to cenne terytorium. Zwycięstwa nad koczownikami pozwoliły Tuoba na włączenie wielu z nich do swojej armii, która została także wzmocniona przez dopływ wielkiej liczby koni, co w sumie zapewniło im posiadanie kawalerii dającej militarną przewagę nad każdym innym państwem północnych Chin.

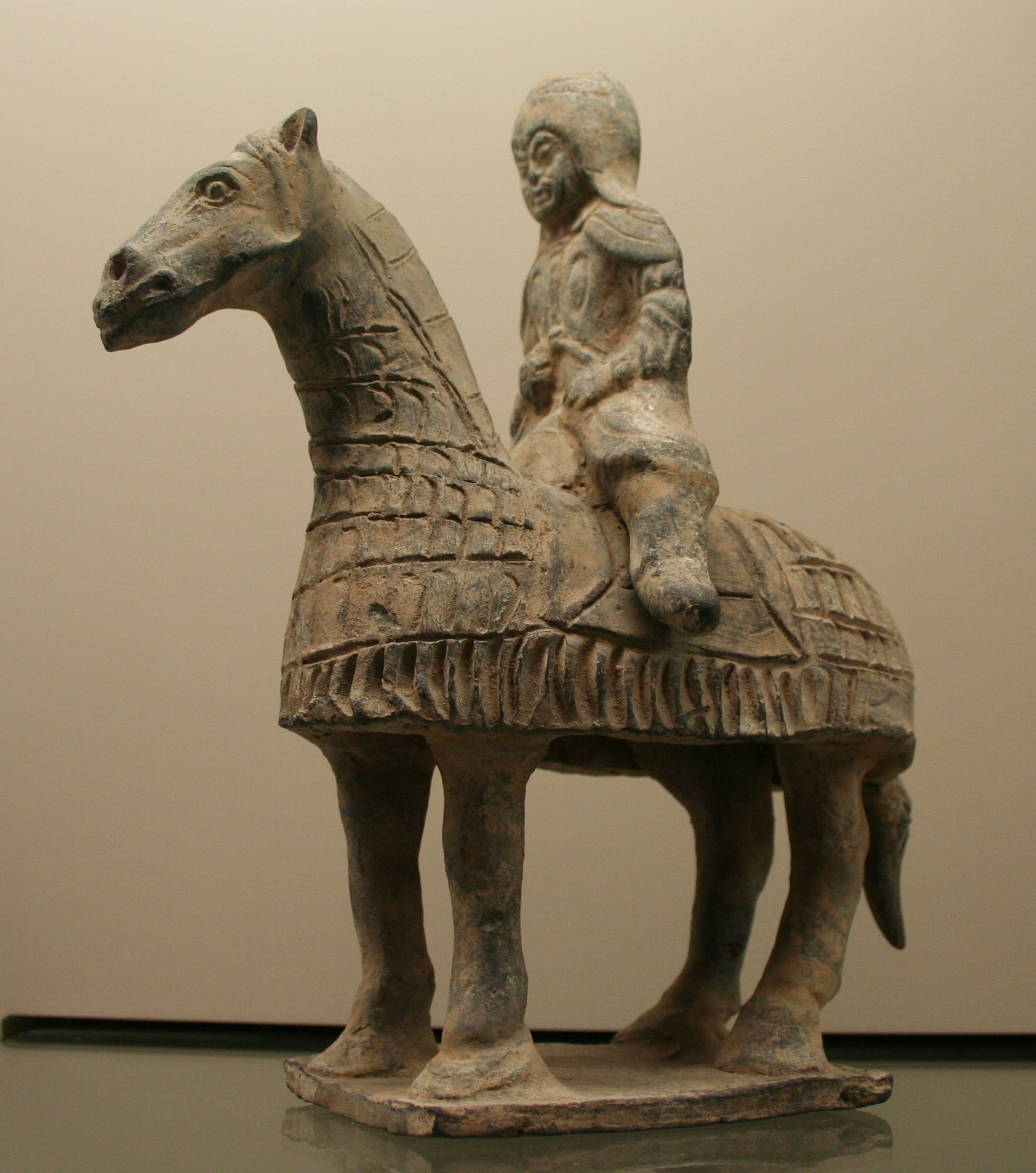
Kawalerzysta na koniu okrytym zbrojnym czaprakiem. Figurka z terakoty z okresu Północnej dynastii Wei. Zbiory Musée Cernuschi

W roku 391 Daowu odmówił zapłacenia Późniejszemu Yan trybutu i latem 395 roku odparł najazd armii Murong, zadając jej ciężkie straty. Na wiosnę 396 roku władca Yan Murong Chui (386 - 396) osobiście poprowadził przeciwko Wei kolejną armię i zwyciężył w bitwie nieopodal centrum Tuoba, Pingchengu. Dalszą ofensywę Yan zahamowała jednak śmierć Murong Chui jeszcze tego samego roku. Inicjatywa przeszła w ręce Tuoba, którzy zaatakowali centrum państwa Yan znajdujące się na terenie dzisiejszej prowincji Hebei i mimo zaciętej obrony zdobyli pod koniec roku 397 jego stolicę, Zhongshan (w pobliżu dzis. Dingzhou), oraz na początku roku 398 inny kluczowy ośrodek, wielkie miasto Ye. Pozostałości Murong nadal utrzymywały Późniejsze Yan w południowej Mandżurii, podczas gdy inna grupa uciekinierów utworzyła Południowe Yan na terenie dzisiejszej prowincji Szantung.
Po zwycięstwie nad Yan zainspirowany miastem Ye Daowu zbudował w Pingchengu stolicę w chińskim stylu. Nie rozdzielił także zdobytego terytorium pomiędzy poszczególne plemiona, lecz oddał go w zarząd chińskich urzędników. Co więcej, Xianbei z nowo podbitych terytoriów przeorganizował w osiem nowych plemion, których członków osiedlił wokół nowej stolicy. „Przez pozbawienie władzy ich tradycyjnych przywódców, zmuszenie ich do porzucenia koczownictwa i uczynienie ich w kwestii dochodu zależnymi od państwa Daowu przekształcił koczownicze armie plemienne w dziedziczną, przywiązaną do państwa klasę wojskową. Stąd przeniósł on lojalność z osoby wodza na instytucję dynastii”. Wkrótce rząd przystąpił także do przekształcania w podobne wojskowe formacje samych Tuoba. Przywódcy plemienni byli zabierani na dwór jako oficerowie i w ten sposób oddzielani od swoich współplemieńców. Ta zmiana, która została tylko zapoczątkowana przez Daowu, pozbawiała plemiona wszelkiej zdolności do samodzielnych działań i nie dokonała się bez rozlewu krwi. Wszelkie rewolty wodzów plemiennych ostatecznie jednak stłumiono, a rząd w coraz większym stopniu zaczął polegać na lojalności Chińczyków, którzy nie przejawiali podobnego przywiązania do niezależności.

## Zjednoczenie północnych Chin

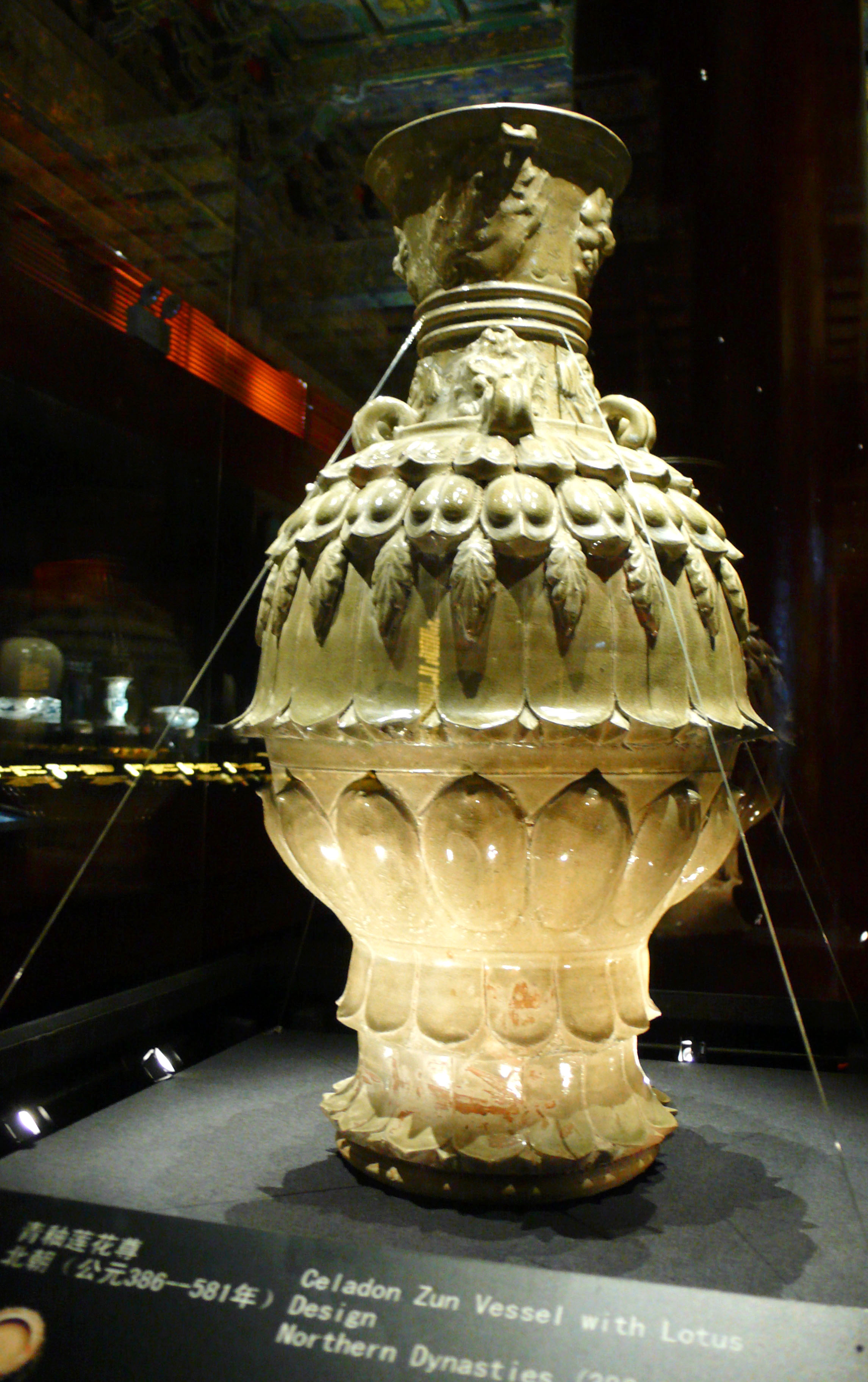
Celadon typu zun z wzorem lotusa z czasów Północnej dynastii Wei. Zbiory Muzeum Pałacowego w Pekinie

Syn i następca Daowu, Mingyuandi (409 - 423) był miłośnikiem chińskiej poezji i literatury i wydaje się, że brakowało mu wojskowych cnót jego przodków. Kiedy w latach 409 - 410 i 416 - 417 Liu Yu, faktycznie rządzący państwem Wschodniej dynastii Jin, zniszczył odpowiednio Południowe Yan i Późniejsze Qin, Mingyuandi nie interweniował, mimo że Qin prosiło Wei o pomoc. Główną przyczyną takiego zachowania Tuoba było nowe zagrożenie z północy, jakie pojawiło się wraz ze zjednoczeniem stepowych plemion w konfederacji Rouran pod koniec IV wieku. Nowy kagan Rouranów, Shilun (402 - 410), podjął powtarzające się ataki na Wei, zmuszając Tuoba do budowy długiego na dwa tysiące li muru. Dopiero następca Mingyuandi, cesarz Taiwu (423 - 452), w roku 429 zadał Rouranom poważną klęskę sprzymierzając się z inną stepową konfederacją, Gaoju, i w konsekwencji doprowadzając kagana Datana (415 - 429) do szaleństwa i śmierci.
Uwolniwszy się w ten sposób przynajmniej na pewien czas od zagrożenia ze strony Rouranów Taiwudi przystąpił do podboju północnych Chin. Już w roku 423 Tuoba zajęli zdobyty w roku 417 przez Liu Yu Luoyang, a w roku 426 Chang’an (dzis. Xi’an), w roku 430 - 431 odparli zaś inwazję Liu Song mającą na celu odbicie tych terenów. Najważniejszym przeciwnikiem Wei w północnych Chinach było założone przez Xiongnu Xia z ośrodkiem w dzisiejszym Shaanxi, które zaabsorbowało wiele terytoriów zajętych niegdyś przez grupy Qiangów i Xianbei po upadku Wcześniejszego Qin. Taiwudi podbił Xia w roku 431, zaś w roku 436 zniszczył Północne Yan. W roku 439 podbił założone przez należące do Xiongnu plemię Lushui hu Północne Liang zajmujące Korytarz Hexi i tym samym dzieło jednoczenia północnych Chin zostało zakończone.
Ostateczne włączenie nowych terenów do swojego państwa miało jednak kosztować Taiwudi jeszcze wiele kłopotów. W latach 439 - 442 musiał on walczyć z Juqu Wuhui (442 - 444), synem ostatniego władcy Północnego Liang, który ostatecznie usadowił się w położonym na zachodzie Gaochangu, skąd ród Juqu został wyparty dopiero wraz ze śmiercią Juqu Anzhou (444 - 460) z rąk Rouranów. Kolejne powstania w które byli zaangażowania Lushui hu wybuchły w latach 444 i 445. Najpoważniejszym buntem Lushui hu była jednak rebelia pod przywództwem niejakiego Gaiwu, która w latach 445 - 446 wstrząsnęła samymi podstawami istnienia Północnego Wei i wymagała osobistej interwencji Taiwudi. W roku 437 ponownie zaatakowali Rouran. Dwie odwetowe ekspedycje jakie Tuoba przedsięwzięli w latach 438 i 443 nic nie osiągnęły i dopiero w roku 448 Taiwudi w sojuszu ze stepowym państwem Yueban udało się zadać kaganowi Tuhezhenowi (444 - 450) druzgocącą klęskę. W roku 450 przygotowujący się do inwazji Południa Taiwudi został uprzedzony przez atak wojsk dynastii Liu Song. Zadał im jednak klęskę i 1 lutego 451 roku jego armia osiągnęła północny brzeg Jangcy, niedaleko od stołecznego Jiankangu (dzis. Nankin). W przeciwieństwie do Liu Song Taiwudi nie posiadał jednak floty rzecznej i nie mogąc przeprawić się przez rzekę musiał zawrócić na północ.
Powstania Lushui hu były dlatego tak groźne ponieważ przyłączali się do nich członkowie innych grup etnicznych niezadowolonych ze świeżo ustanowionego panowania Tuoba. Wśród tych mieszkańców zachodnich Chin szeroko rozpowszechniony był buddyzm, który z punktu widzenia Tuoba mógł się jawić jako ideologiczne zaplecze rebeliantów. Sam Taiwudi znajdował się raczej pod wpływem taoizmu, co było wynikiem przede wszystkim działań Niebiańskiego Mistrza Kou Qianzhi, który miał doznać objawienia przedstawiającego mu iż cesarz Wei jest Doskonałym Władcą Wielkiego Pokoju (Taipingzhenjun). Po przybyciu na dwór w roku 442 Kou Qianzhi przekonał Taiwudi do przyjęcia tego tytułu i został ważnym ministrem. Za decyzją o prześladowaniu buddyzmu stał jednak raczej chiński minister Cui Hao, zaś ostatecznym impulsem do jej podjęcia stało się odkrycie w roku 445 w buddyjskim klasztorze broni ukrytej przez rebeliantów Gaiwu. Na wiosnę 446 roku Taiwudi nakazał egzekucję wszystkich mnichów w okolicy Chang’anu i w całym państwie, a także zniszczenie wszystkich buddyjskich budynków, obrazów i książek. Dekret ten nie był wprowadzany w życie zbyt rygorystycznie, jednak mimo wszystko buddyzm ucierpiał dotkliwie, a ówczesne wydarzenia stały się znane wśród historyków chińskiego buddyzmu jako pierwsza z „katastrof prawa” (fanan).

## Wzrost wpływów buddyzmu i sinizacja Tuoba

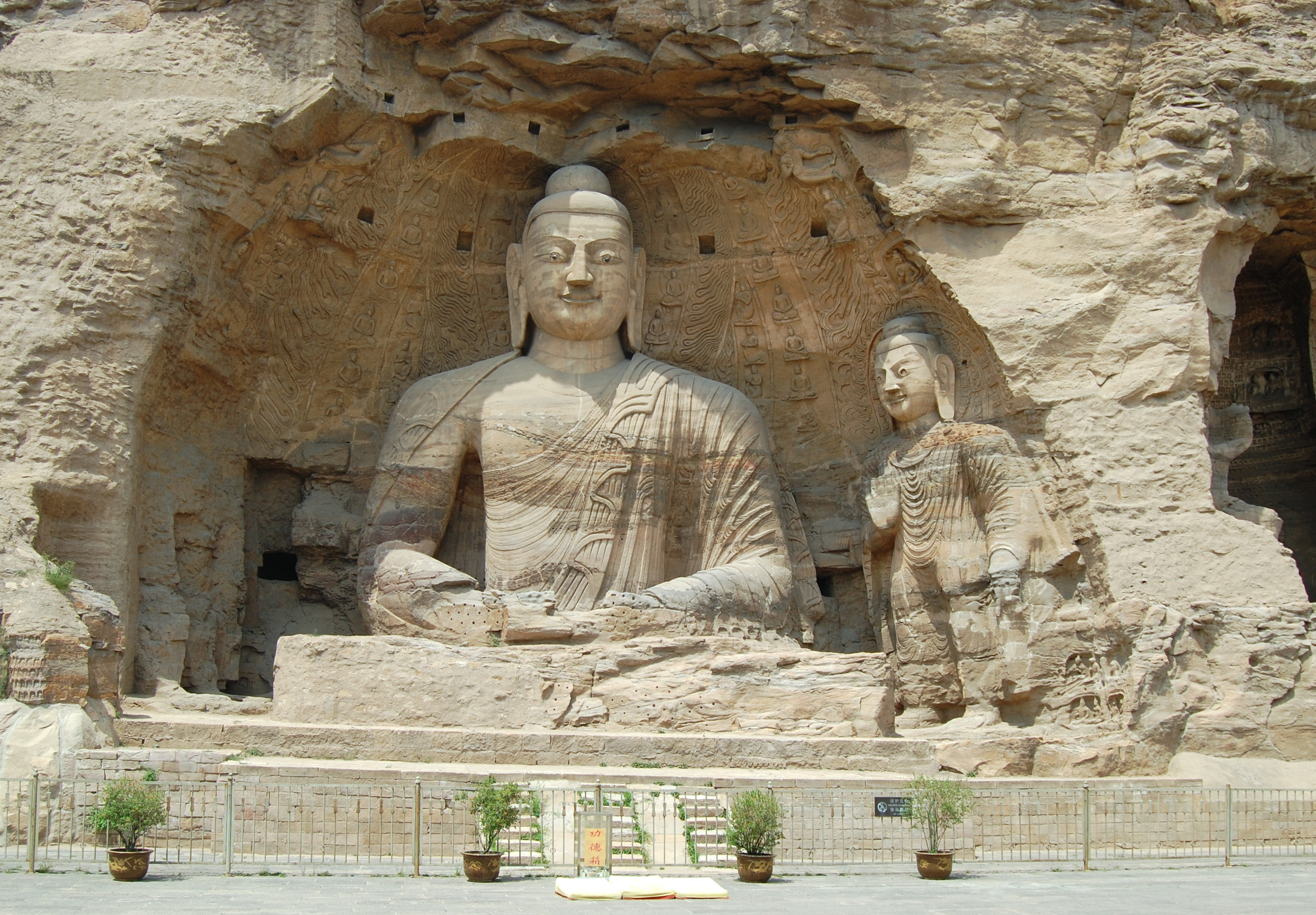
Wielki Budda Siakjamuni z mniejszym Buddą medycyny w grocie nr 20 w Yungang

Taiwudi został zamordowany na początku roku 452 i zwycięski w walce o sukcesję Wenchengdi (452 - 465) w jednym z pierwszych aktów swojego panowania nakazał zaprzestać prześladowania buddyzmu. W roku 460 ustanowił on generalnym administratorem mnichów (shamen tong), czyli głową podporządkowanej w ten sposób państwu wspólnoty buddyjskiej, mnicha Tanyao. Ten zaproponował utworzenie pracujących wspólnot buddyjskich, których rezultaty pracy miały zabezpieczać byt mnichów i miejscowej ludności na wypadek głodu i powodzi. Świeccy członkowie tych wspólnot, wśród których znajdowali się także rekrutowani spośród kryminalistów i państwowych niewolników niewolnicy świątynni, uprawiając pola, oczyszczając ziemię i transportując ziarno służyli w pewnej mierze także interesom publicznym. Ponieważ poza tym wspólnoty te były zwolnione z wszelkich podatków, a ich członkowie nie podlegali obowiązkowi służby wojskowej, rychło stały się one obiektem zazdrości lokalnych urzędników, a przyłączać się do nich zaczęli ludzie po prostu pragnący uniknąć tych obowiązków. Bandy pseudomnichów, nie wahających się grabić nawet świątyń, stały się jedną z plag ostatnich lat istnienia Północnej dynastii Wei. Według spisu ludności z roku 477 w państwie Wei było wówczas 67528 mnichów i mniszek, zaś pod koniec istnienia dynastii miało ich być około 2 milionów. Nawet jeśli uznamy tę liczbę za przesadzoną, to pozostaje ona znacząca. Dzięki systemowi zaprowadzonemu przez Tanyao buddyjskie świątynie szybko stały się ekonomiczną potęgą. To także Tanyao był odpowiedzialny za rozpoczęcie prac nad świątyniami skalnymi w Yungang, niedaleko od Pingchengu, przy czym wiele z powstałych tam posągów Buddy nosiło rysy cesarzy Wei, co było zgodne z głoszoną przez oficjalny buddyzm doktryną utożsamiającą ich z Buddą. Nad Pingchengiem górowała zbudowana w roku 467 świątynia Yongning, która była ówcześnie najwyższą konstrukcją w Chinach. Kiedy stolica Wei została przeniesiona  do Luoyangu wykuto kolejny zespół świątyń skalnych w pobliżu Longmenu i zbudowano nową, ogromną świątynię Yongning. Według Yang Xuanzhi miasto miało 1367 buddyjskich świątyń i może ono uchodzić za „pierwszą prawdziwie buddyjską stolicą w Chinach”.

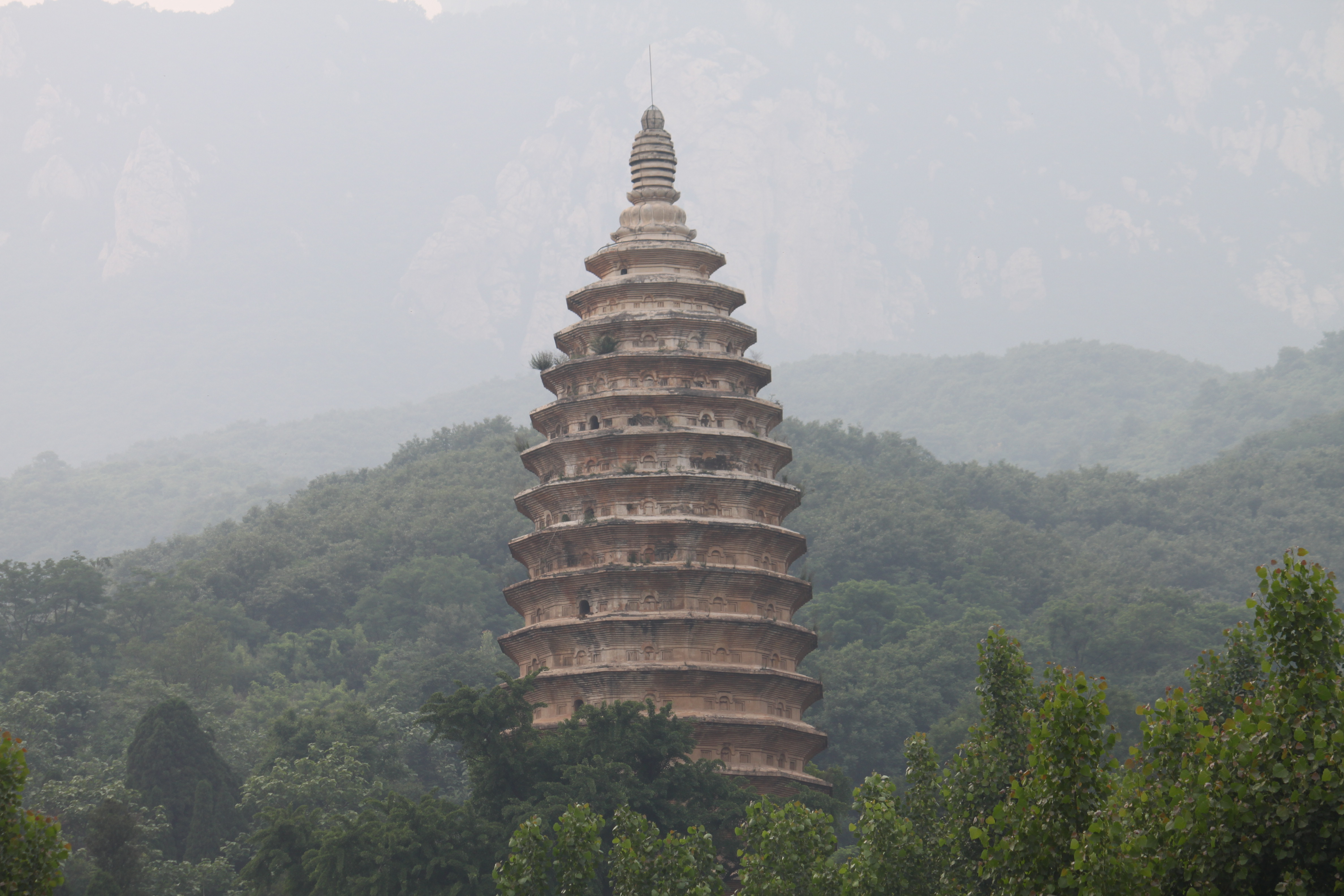
Pagoda Songyue zbudowana ok. 520 jest najstarszą zachowaną pagodą w Chinach

Mimo to przez większość V wieku panowanie Tuoba nie zatraciło swojego wojskowego charakteru. Utrzymywali oni swoją stolicę w Pingchengu, w pobliżu stepu, lecz na północnym marginesie chińskiego świata. Wielu Xianbei i przedstawicieli innych północnych ludów poddanych Tuoba, chociaż poddanych detrybalizacji i osiedlonych wokół stolicy nadal mówiło swoimi rodzimymi językami i żyło raczej z wypasania trzody, niż rolnictwa. Państwo opierało się na sieci garnizonów Xianbei, którzy zajmowali obwarowane miasta i żyli oddzieleni od Chińczyków. Zarówno ich dowódcy jak i większość żołnierzy rekrutowała się spośród Tuoba i Chińczycy nie mieli dostępu do tych wojskowych stanowisk, które stanowiły także kościec administracyjnej struktury cesarstwa. Czasami chińscy wieśniacy byli powoływani na większe kampanie, często w roli logistycznego wsparcia lub obsady garnizonów, jednak rdzeń armii nadal opierał się na północnych ludach stepowych. Po zakończeniu podboju północnych Chin Tuoba przestali wzbogacać się w wyniku grabieży i ich status materialny zaczął podupadać, podczas gdy chińskie klasy wyższe bogaciły się. Żeby zapobiec dalszemu ubożeniu Tuoba oraz koncentracji ziemi w rękach nielicznych jednostek cesarz Xiaowen (471 - 499) w roku 486 zaprowadził tzw. „system równych pól” (jun tian). Ziemia państwowa była dzielona na równej wielkości działki i przydzielana chłopskim rodzinom w zamian za płacenie podatków i udział w pracach publicznych. Działki te pozostawały własnością państwa i powracały do niego po śmierci ich użytkowników, lub jeżeli nie wywiązywali się oni ze swoich obowiązków, po czym były ponownie redystrybuowane. Działki pod uprawę drzew morwowych, koniecznych do produkcji jedwabiu, przekazywano na własność, ponieważ ten rodzaj ziemi potrzebował dekad zanim stał się produktywny, przy czym pod drzewami chłopi mogli posadzić także inne rośliny. Z pewnymi modyfikacjami ta polityka była kontynuowana przez późniejsze dynastie Północną dynastię Qi i Północną dynastię Zhou, aż do dynastii Tang włącznie. 
Przebywając w Chinach Tuoba podlegali procesowi sinizacji. Wielu Tuoba weszło w związki małżeńskie z bogatymi rodzinami chińskimi i zaczęła uważać się za Chińczyków. Z biegiem czasu dwór, który od początku znajdował się pod wpływem chińskich zwyczajów administracyjnych i ceremoniału, uległ całkowitej sinizacji. W roku 493 cesarz Xiaowen, którego matka była Chinką, pod wpływem chińskich urzędników na dworze przeniósł stolicę do Luoyangu, który pełnił tę rolę już za czasów dynastii Han. Wkrótce, w dużej mierze wskutek przymusowych przesiedleń, populacja tej dotychczas niewielkiej miejscowości osiągnęła liczbę około 600 tys. mieszkańców. Był to początek całego procesu przymusowej sinizacji. Na dworze zakazano używania języków innych niż chiński i zaczęły na nim bezwzględnie obowiązywać chińskie stroje i zwyczaje. Wielosylabowe nazwiska Xianbei zastąpiono nazwiskami chińskimi (nazwisko rodu cesarskiego, Tuoba, zmieniono na Yuan). Xianbei zostali umieszczeni w tej samej hierarchii rang co Chińczycy i to od niej uzależniona była teraz ich wybieralność na określone urzędy. Mieszane małżeństwa pomiędzy Xianbei i Chińczykami stały się oficjalnie popierane. Większość wojskowych okręgów z chińską populacją została zamieniona na cywilne prowincje administrowane przez chińskich namiestników. Chińskie milicje zaczęły pełnić rotacyjną służbę w ramach samoobrony a garnizony Tuoba zostały albo włączone w skład nowej stołecznej armii, albo przeniesione do obozów na froncie północnym, albo zaabsorbowane przez miejscową ludność. Te zmiany nie dokonały się bez opozycji - w roku 496 wybuchła na północy nieudana rebelia arystokracji i dowódców Tuoba, a w następnym roku cesarz zmusił następcę tronu do popełnienia samobójstwa, najwidoczniej z powodu jego opozycji wobec reform.

## Rebelia sześciu garnizonów i upadek północnej dynastii Wei

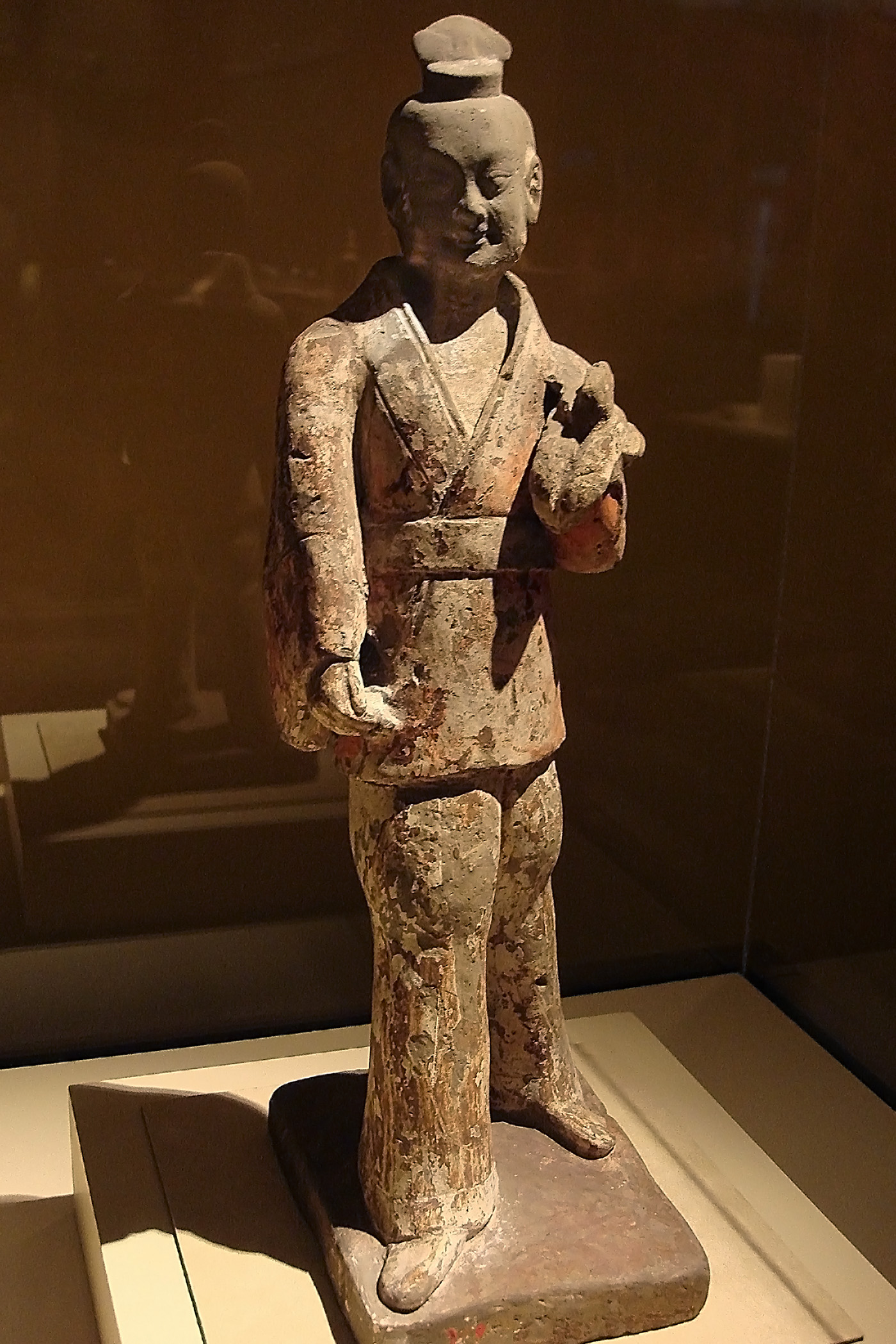
Oficer w tradycyjnym wojskowym stroju Xianbei - tunika, szerokie spodnie, związane na górze włosy. Figurka z terakoty z okresu Północnej dynastii Wei lub Zachodniej dynastii Wei

Przeniesienie stolicy do Luoyangu i towarzyszące temu reformy wykopały przepaść pomiędzy cesarskim dworem a pozostałymi na północy wojskami, które miały chronić dawną stolicę przed inwazją Rouranów. Zajmowany przez nie sektor obrony rozciągający się w północnej części prowincji Shanxi był znany jako „Sześć garnizonów”. W przeciwieństwie do zsinizowanego dworu żołnierze, którzy pozostali na północy, pozostali przy języku i zwyczajach Xianbei. Wielu spośród garnizonowych oficerów należało niegdyś do elity Tuoba, teraz jednak ich potomkowie znaleźli się poza oficjalnym systemem rang i zostali zaliczeni do „domostwa garnizonów” (fuhu), dziedzicznej klasy służebnej, razem z przedstawicielami innych służących w armii ludów i skazańców. Ze względu na powyższe, jak również oddalenie od stolicy, drogi społecznego awansu były przed nimi zamknięte. Dodatkowo przysyłani z nowej stolicy urzędnicy często byli skorumpowani i szukali różnych sposobów zdobycia pieniędzy kosztem żołnierzy, ci zaś, pozbawieni wpływów w Luoyangu, byli wobec nich raczej bezbronni.
Latem roku 523, kiedy obrzeże stepu zostało dotknięte klęską głodu, a dowódca garnizonu w Huaihuang odmówił dystrybucji zapasów zboża wśród swoich głodujących żołnierzy, „Sześć garnizonów” znalazło się w stanie rebelii. Mimo że w roku 525 rząd stłumił ją z pomocą Rouranów, już w roku 526 przesiedleni do Hebei żołnierze garnizonów zbuntowali się na nowo pod przywództwem niejakiego Ge Ronga i dwór był w stanie walczyć z rebeliantami jedynie odwołując się do pomocy Jie, irańskiego plemienia zamieszkującego centralną część Shanxi, które niegdyś przybyło do Chin wraz z Xiongnu. Jednak przywódca Jie, Erzhu Rong, wykorzystał powstałą sytuację do ataku na Luoyang pod pretekstem zemsty za otrucie młodego cesarza Xiaominga (516 - 528) przez Cesarzową wdowę Hu. 17 maja 528 roku Erzhu Rong zajął Luoyang oraz kazał utopić cesarzową wdowę i jej trzyletniego marionetkowego cesarza, a także zabić ponad tysiąc stołecznych urzędników i dworzan. Jeszcze w tym samym roku Erzhu Rong pokonał armię rebeliantów, jednak jego władza dyktatora była krótkotrwała, ponieważ w roku 530 wprowadzony wcześniej przez niego na tron cesarz Xiaozhuang (528 - 530) zabił go w starannie zaplanowanym pałacowym zamachu.
W odpowiedzi syn Erzhu Ronga, Erzhu Zhao, zdobył stolicę i zabił Xiaozhuanga, ustanawiając cesarzem Yuan Gonga (531 - 532). Jednakże wybraniec Erzhu Zhao okazał się nadspodziewanie krnąbrny, krewni rządzący odległymi terytoriami niezbyt chcieli uznawać jego autorytet, a w międzyczasie dawni zwolennicy Ge Ronga, którzy podporządkowali się Jie, uciekli z Shanxi do Hebei i pod przywództwem Chińczyka Gao Huana rzucili wyzwanie hegemonii Erzhu. Późną wiosną 532 roku wspomagany przez niektóre arystokratyczne chińskie rody z Hebei Gao Huan pokonał armię Erzhu Zhao po czym w przeciągu niecałego roku zajął twierdze Jie w Shanxi i osadził na tronie swojego protegowanego, cesarza Xiaowu (532 - 535). Także władza Gao Huana nie była jednak stabilna. Jego niebezpiecznym przeciwnikiem był wywodzący się z Xiongnu Yuwen Tai, dowodzący armią wysłaną niegdyś przez Erzhu Ronga w celu opanowania doliny rzeki Wei. Zachęcał on Xiaowu do opuszczenia Gao Huana i kiedy latem roku 534 Gao Huan wyruszył na Luoyang cesarz rzeczywiście uciekł na zachód. Yuwen Tai osadził go w Chang’anie (dzis. Xi’an), drugiej dawnej stolicy Hanów, zaś Gao Huan powołał nowego marionetkowego cesarza, Xiaojinga (534 - 550), pierwszego władcę nowej Wschodniej dynastii Wei, jednocześnie przenosząc stolicę do swojej bazy w Ye. W następnym roku Yuwen Tai zamordował Xiaowu i ustanowił cesarzem nowej, Zachodniej dynastii Wei Xiweiwena (535 - 551). Tym samym Północna dynastia Wei przestała istnieć.